# 조정구 (1860년)
조정구(趙鼎九, 1860년 ~ 1926년) (4월 6일 사망. 1926년 4월 6일자 조선일보)는 이조판서 조봉하 (趙鳳夏)의 손자이며 조동석의 아들이다.
흥선대원군의 사위로, 본관은 풍양(豊壤)이다. 자는 미경(米卿), 호는 월파거사(月坡居士), 초명은 석구(皙九)다. 부승지, 부제학, 대사성, 이조참의, 규장각직제학, 예조참판 등의 직책을 역임하였다. 한일강제병합 이후에 일제가 내린 남작의 직위를 거부하였으며, 자결을 기도하기도 하였다. 중국에서 망명생활을 하다가 차남의 사망 소식을 듣고 귀국하였으며, 이후 봉선사에서 지냈다.
아들 조남승과 조남익이 있다. 딸 조계진은 독립운동가 이회영의 아들 규학과 혼인하여, 이종찬(李鍾贊)을 낳았다.
증조부 조병현(趙秉鉉)은 홍문관 대제학과 이조판서를 역임하였다.
순종이 죽기 전에 한 유언을 구술 받아서 신한민보에 공개하게 만들었던 장본인이기도 했다.

## 가족 관계
- 고조부 : 조득영(趙得永)
- 고조모 : 증 정경부인 연안 이씨, 이문원(李文源)의 딸
  - 증조부 : 조병현(趙秉鉉)
  - 증조모 : 정경부인 대구 서씨, 서정보(徐鼎輔)의 딸
    - 조부 : 조봉하(趙鳳夏)
    - 조모 : 정부인 완산 이씨, 이회연(李晦淵)의 딸
      - 아버지 : 조동석(趙東奭)
      - 어머니 : 정경부인 대구 서씨, 서기순(徐耆淳)의 딸
        - 동생 : 조경구(趙經九)

- 부인 : 증 정경부인 전주 이씨, 흥선대원군의 차녀
  - 장남 : 조남승(趙南升)
  - 차남 : 조남익(趙南益)
  - 삼남 : 조남복(趙南復)
  - 사남 : 조남진(趙南晉)
  - 장녀 : 조계진(趙季珍), 경주 이씨 이규학(李圭鶴)에게 시집감
  - 차녀 : 청송 심씨 심재승(沈載承)에게 시집감